# Dittelbrunn
Dittelbrunn är en kommun och ort i Landkreis Schweinfurt i Regierungsbezirk Unterfranken i förbundslandet Bayern i Tyskland.
Kommunen bildades 1 maj 1978 genom en sammanslagning av kommunerna Dittelbrunn, Hambach, Holzhausen och Pfändhausen.